# Nowominskaja
Nowominskaja (russisch Новоминска́я) ist eine Staniza in der Region Krasnodar in Russland mit 11.971 Einwohnern (Stand 14. Oktober 2010).

## Geographie
Der Ort liegt gut 140 km Luftlinie nördlich des Regionsverwaltungszentrums Krasnodar am Albaschi, einem Zufluss des Asowschen Meeres.
Nowominskaja gehört zum Rajon Kanewskoi und befindet sich etwa 25 km nördlich von dessen Verwaltungszentrum Kanewskaja. Die Staniza ist Sitz der Landgemeinde Nowominskoje selskoje posselenije, zu der außerdem die Weiler (chutor) Krasny Otschag (10 km westnordwestlich), Tschapajew (unmittelbar nordöstlich anschließend) und Wostotschny (7 km westnordwestlich) gehören.

## Geschichte
Der Ort wurde 1821 durch Umsiedler aus den Gouvernements Tschernigow und Poltawa gegründet, die den Schwarzmeerkosaken eingegliedert wurden. Die Kurinsiedlung erhielt nach der Lage am Fluss den Namen Werchnealbasskoje („Ober-Albasskoje“), nach Verleihung des Status einer Staniza 1842 ihren heutigen Namen („Neu-Minskaja“), nach der 25 km nördlich gelegenen Staniza Minskaja, die seither als Starominskaja („Alt-Minskaja“) bezeichnet wird.
Von 1934 bis 1953 war Nowominskaja Verwaltungssitz eines nach ihr benannten Rajons.

### Bevölkerungsentwicklung
| Jahr | Einwohner |
| ---- | --------- |
| 1939 | 8.941     |
| 1959 | 9.933     |
| 1979 | 11.406    |
| 2002 | 11.895    |
| 2010 | 11.971    |

Anmerkung: Volkszählungsdaten

## Verkehr
Am nordwestlichen Rand  der Staniza liegt bei Streckenkilometer 1473 (ab Moskau) die Station Albaschi an der Eisenbahnstrecke (Rostow am Don –) Bataisk – Krasnodar, die auf diesem Abschnitt ursprünglich 1915 in Betrieb ging, 1964 teilweise neutrassiert zur Hauptstrecke ausgebaut und 1972 elektrifiziert wurde.
Am westlichen Ortsrand von Nowominskaja verläuft die Regionalstraße 03K-001 Krasnodar – Bataisk (ehemals R268). In zunächst westlicher Richtung zweigt die 03K-014 ab, die über Nowoderewjankowskaja und Jassenskaja ebenfalls nach Jeisk führt.